# Citové vydírání
Citové vydírání je termín popularizovaný psychoterapeutkou Susan Forwardovou pro ovládání lidí ve vztazích a teorie, že strach, povinnost, závazek a vina jsou transakční dynamikou ve hře mezi kontrolujícím a kontrolovanou osobou. Pochopení této dynamiky je užitečné pro každého, kdo se snaží vymanit se z kontrolujícího chování jiné osoby, a vypořádat se s vlastním nutkáním dělat věci, které jsou nepohodlné, nežádoucí, zatěžující nebo sebeobětující pro ostatní.

## Historie a principy citového vydírání ve vztazích
První zdokumentované použití spojení „citové vydírání“ (v originálu emotional blackmail) se objevilo v roce 1947 v časopise National Association of Deans of Women v článku „Klima citového vydírání“ (Emotional Blackmail Climate). Termín byl používán pro popsání jednoho typu problematického modelu vedení třídy často používaného učiteli. Argentinská lékařka Esther Vilarová také používala termín „citové vydírání“ v časných sedmdesátých létech 20. století při popisování rodičovské strategie pozorované u některých matek s více dětmi.
Citové vydírání se obvykle týká dvojice lidi, kteří si vytvořili blízký osobní nebo intimní vztah (rodič a dítě, manželé, sourozenci nebo dva blízcí přátelé). Také děti využijí zvláštní naléhání a citové vydírání k prosazování svých vlastních zájmů a seberozvoje v rámci rodinného systému.
Citoví vyděrači používají ve svých vztazích strach, povinnost a vinu, aby zajistili, že ostatní se bojí je překročit, cítí se zavázání jim dát jejich cestu a budou zaplaveni vinou, pokud odolají. Vyděrači ví, že někdo jim blízký chce lásku, uznání nebo potvrzení identity a sebeúcty. Proto mohou vyhrožovat jejich zadržením (např. potlačit lásku), nebo jejich úplným odstranění, takže si druhý člověk myslí, že je musí získat dohodou. Strach, povinnost nebo vina se v angličtině běžně označují jako „FOG“ (první písmena slov fear, obligation a guilt). Vymyšlená zkratka FOG je hříčkou se slovem „mlha“ (fog), které popisuje něco, co zakrývá a zamlžuje situaci nebo něčí myšlenkové procesy.
Osoba, která jedná řídícím způsobem, chce často od druhé osoby něco, co je legitimní chtít: může se chtít cítit milovaná, v bezpečí, cenná, doceněná, podporovaná, potřebná atd. To není problém. Problém je často spíše otázkou toho, jak se snaží dosáhnout toho, co chtějí, nebo že při dosahování nejsou citliví k potřebám ostatních, což je znepokojivé. Problematická bývá i reakce ostatních na takto vedenou snahu.
Pod tlakem se člověk může stát jakýmsi rukojmím, který je nucený jednat s tíhou hrozby zodpovědnosti za zhroucení druhého. Mohl by spadnout do vzorce chování, kdy nechává vyděrače ovládat jeho rozhodování a jednání, a být ztracený v tom, co Doris Lessingová označila jako „druh psychologické mlhy“.

## Typy citového vydírání
Forward a Frazier identifikují čtyři typy vydírání, každý s vlastním manipulačním stylem:
| Typ                      | Příklad                                                                                           |
| ------------------------ | ------------------------------------------------------------------------------------------------- |
| Hrozba trestajícího      | Jezte jídlo, které jsem pro vás uvařil, nebo vám ublížím.                                         |
| Hrozba sebe-trestajícího | Jezte jídlo, které jsem pro vás uvařil, nebo si ublížím.                                          |
| Hrozba trpitele          | Jezte jídlo, které jsem pro vás uvařil. Šetřil jsem je pro sebe. Zajímalo by mě, co se teď stane. |
| Hrozba mučitele          | Jezte jídlo, které jsem pro vás uvařil, a možná získáte opravdu chutný dezert.                    |

Existují různé úrovně požadavků: požadavky, které mají zanedbatelné následky, požadavky, které zahrnují důležité problémy nebo osobní integritu, požadavky, které ovlivňují zásadní životní rozhodnutí, nebo požadavky, které jsou nebezpečné nebo nezákonné.

## Vzorce chování a klíčové charakteristiky citového vydírání

### Role závislosti ve vzorcích řízení a citovém vydírán
Závislí lidé často věří, že mít kontrolu je způsob, jak dosáhnout úspěchu a štěstí v životě. Lidé, kteří se řídí tímto pravidlem, jej využívají jako dovednost přežití a obvykle se jej naučili v dětství. Dokud určují pravidla, nikdo je nemůže poslat do kouta s jejich pocity.

### Duševní poruchy a jejich vliv na tendence k citovému vydírání
Lidé s určitými duševními stavy jsou náchylní k řídicímu chování, včetně těch s paranoidní poruchou osobnosti, hraniční poruchou osobnosti, a narcistickou poruchou osobnosti. Lidé s hraniční poruchou osobnosti budou zvláště pravděpodobně používat citové vydírání (stejně jako destruktivní narcisté). Jejich činy však mohou být impulzivní a hnané strachem a zoufalým pocitem beznaděje, než aby byly výsledkem jakéhokoli vědomého plánu.

### Spoluzávislost: Dynamika potřeb ve vztazích s citovým vydíráním
Spoluzávislost často obnáší kladení menšího důrazu na vlastní potřeby při nepřiměřeném zaujetí potřebami ostatních. Spoluzávislost může nastat v jakémkoli druhu vztahu, včetně rodinných, pracovních, přátelských, a také romantických, partnerských nebo komunitních vztahů.

### Affluenza a emoční manipulace u dětí v kontextu výchovy
Affluenzu, nemoc z blahobytu aneb nejistotu postavení vyplývající z posedlosti udržování kroku se sociální třídou, spojil psycholog Oliver James se vzorcem výchovy v dětství, kdy byli trpící „vystaveni formě emočního vydírání jako batolata. Láska jejich matek byla podmíněna projevováním chování, které plnilo rodičovské cíle.“

### Asertivní techniky jako obrana proti citovému vydírání
Trénink asertivity povzbuzuje lidi k tomu, aby se neúčastnili neplodné přetahované či bojů o moc s citovým vyděračem, ale aby opakovali neutrální prohlášení, například „Chápu, jak se cítíš“, nebo, je-li tlačen k jedení, řekli "Ne, děkuji, nemám hlad." Naučí se, aby své výroky drželi v určitých mezích, aby nekapitulovali nátlakovém otravování, citovému vydírání nebo šikaně.

## Zotavení z citového vydírání
Mezi techniky, jak odolat citovému vydírání, patří posílení osobních hranic, odolávání požadavkům, vypracování prohlášení o moci – odhodlání vydržet tlak – a získání času na rozbití starých vzorců. Opětovné spojení s autonomními částmi sama sebe, které citový vyděrač přehlasoval, nemusí být snadné. Na základě citového vydírání se člověk může cítit provinile, i přesto, že vnímá vinu jako vyvolanou a iracionální; ale přesto musí být schopen odolat nadměrné kompenzaci a ignorovat pokus vyděrače získat pozornost tím, že má záchvat vzteku.
Důsledné ignorování manipulace přátelským způsobem však může vést k jejímu zintenzivnění a hrozbám odloučení, nebo k obvinění z „bláznovství“ nebo označení za „domácí trosku“.

## Kulturní příklady citového vydírání
- Spisovatelka Angela Carterová popsala Krásku a zvíře jako oslavu citového vydírání ze strany zvířete jako prostředku k ovládání svého cíle, Krásky.[21]
- Prozaička Doris Lessingová tvrdila, že „v pěti letech jsem se stala odborníkem na citové vydírání.“[22]

## Kritika
Daniel Miller namítá, že v populární psychologii byla myšlenka citového vydírání zneužita jako obrana proti jakékoli formě společných pocitů nebo ohleduplnosti k druhým.
Označování této dynamiky pomocí štvavých termínů, jako je „vydírání“ a „manipulace“, nemusí být tak užitečné, protože je jak polarizační, tak implikuje promyšlenost a zákeřný záměr, což často neplatí. Ovládat a být ovládaný je transakce mezi dvěma lidmi, kde oba hrají roli.